# Bobbie Phillips

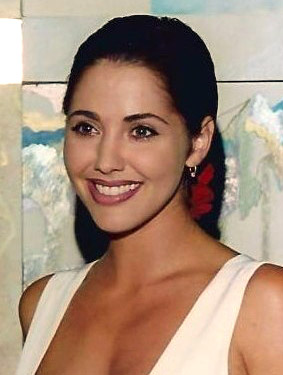
Bobbie Phillips

Bobbie Phillips (* 29. Januar 1968 in Charleston, South Carolina) ist eine US-amerikanische Schauspielerin.

## Leben
Bobbie Phillips begann ihre Karriere mit dem Film TC 2000 und einigen anderen kleinen Filmen. Als Nächstes war sie in der Seifenoper Reich und Schön zu sehen, stieg aber nach nur einem Jahr wieder aus. 1994 drehte sie einige Kinofilme, die aber weitgehend unbekannt geblieben sind. Im nächsten Jahr war sie mit einem Gastauftritt in Akte X als Dr. Bambi Berenbaum zu sehen. Es folgte die Rolle der Dee in dem Trash-Kultfilm Showgirls von Paul Verhoeven.
Doch ihre Bekanntheit sollte erst mit der Rolle der Julie Costello in Murder One sprunghaft ansteigen. Diese Serie, besonders die erste Staffel, wurde zum Kult und zum Straßenfeger in den Vereinigten Staaten. Mit der Serie Countdown X konnte sie nicht an den Erfolg anknüpfen. Phillips nächster Film war die Fernsehproduktion Chamäleon – Spektakuläre Verwandlung, in der sie die Hauptrolle der Kam spielt. Dieser Film lief sehr erfolgreich im Fernsehen, sodass er noch einige Fortsetzungen nach sich zog. Bobbie Phillips hatte wieder einige Angebote und konnte mit Carnival of Souls nach drei Jahren wieder einen Kinofilm abdrehen. Die beiden Chamäleon-Fortsetzungen Death Match und Dark Angel konnten sie als Fernsehschauspielerin etablieren. 2000 war sie in dem Kinofilm Die amerikanische Jungfrau zu sehen und in der deutsch-kanadischen Produktion Die Abzocker – Eine eiskalte Affäre.
Bobbie Phillips hatte sich aus der Filmindustrie zurückgezogen und betreibt mit ihrem Ehemann ein Hotel. Seit 2014 ist sie wieder als Schauspielerin aktiv.

## Filmografie
- 1991: They Came from Outer Space (Fernsehserie, eine Folge)
- 1991: Parker Lewis – Der Coole von der Schule (Parker Lewis Can’t Lose, Fernsehserie, eine Folge)
- 1991–1992: Eine schrecklich nette Familie (Married with Children, Fernsehserie, zwei Folgen)
- 1992: Matlock (Fernsehserie, eine Folge)
- 1992: Palm Beach-Duo (Silk Stalkings, Fernsehserie, eine Folge)
- 1992: Die Verschwörer (Dark Justice, Fernsehserie, eine Folge)
- 1992, 1994: Baywatch – Die Rettungsschwimmer von Malibu (Baywatch, Fernsehserie, zwei Folgen)
- 1993: TC 2000
- 1993: Tod der Mannequins (The Cover Girl Murders, Fernsehfilm)
- 1993: Die Dunkle Macht der Leidenschaft (Body of Influence)
- 1993: Die Vergeltung (Back in Action)
- 1994: Foxy Fantasies (Red Shoe Diaries, Fernsehserie, eine Folge)
- 1994: Du sollst Vater und Mutter ehren – Doppelmord in Beverly Hills (Honor Thy Father and Mother: The True Story of the Menendez Murders, Fernsehfilm)
- 1994: Animal Instincts II
- 1994: Fortune Hunter – Bei Gefahr: Agent Carlton Dial (Fortune Hunter, Fernsehserie, eine Folge)
- 1994: Julius Caesar Superstar (Hail Caesar)
- 1994: Lion Strike – Die Faust des Löwen (Lion Strike)
- 1995: Pointman (Fernsehserie, eine Folge)
- 1995: Showgirls
- 1995: The Watcher – Das Auge von Vegas (The Watcher, Fernsehserie, acht Folgen)
- 1995: Guns and Lipstick
- 1996: Akte X – Die unheimlichen Fälle des FBI (The X-Files, Fernsehserie, Staffel 3, Folge 12 ''Krieg der Koprophagen'')
- 1996: Murder One (Fernsehserie, 15 Folgen)
- 1996: Das Leben und Ich (Boy Meets World, Fernsehserie, eine Folge)
- 1996: Cheyenne
- 1996–1997: Countdown X – Alarm im All (The Cape, Fernsehserie, 17 Folgen)
- 1997: Stargate – Kommando SG-1 (Stargate SG-1, Fernsehserie, eine Folge)
- 1998: House Rules (Fernsehserie, eine Folge)
- 1998: Wes Craven’s Carnival of Souls (Carnival of Souls)
- 1998: Chamäleon – Spektakuläre Verwandlung (Chameleon, Fernsehfilm)
- 1998, 2000: Ein Trio zum Anbeißen (Two Guys, a Girl and a Pizza Place, Fernsehserie, drei Folgen)
- 1999: Chamäleon – Todesspiel (Chamäleon II: Death Match, Fernsehfilm)
- 1999: Die glorreichen Sieben (The Magnificent Seven, Fernsehserie, zwei Folgen)
- 1999: The Crow – Die Serie (The Crow: Stairway to Heaven, Fernsehserie, zwei Folgen)
- 1999: Die amerikanische Jungfrau (American Virgin)
- 1999: The Strip (Fernsehserie, eine Folge)
- 2000: Die Abzocker – Eine eiskalte Affäre (The Hustle)
- 2000: Chamäleon 3: Dark Angel (Fernsehfilm)
- 2000: Red Shoe Diaries 14: Luscious Lola
- 2001: Seven Days – Das Tor zur Zeit (Seven Days, Fernsehserie, eine Folge)
- 2001: Dharma & Greg (Fernsehserie, eine Folge)
- 2003: Weed Man
- 2003: Evil Breed (Evil Breed: The Legend of Samhain)
- 2004: Der letzte Flug zurück (Last Flight Out)
- 2014: Doomsday (Kurzfilm)
- 2014: The Good Sister (Fernsehfilm)
- 2015: Chasing Valentine
- 2015: Save Yourself
- 2016: Renaissance
- 2016: The Apostle Peter: Redemption
- 2017: Love Blossoms
- 2019: Solar Eclipse: Depth of Darkness
- 2019: Beast Within